# Prostaglandina-E2 9-reduttasi
La prostaglandina-E2 9-reduttasi è un enzima appartenente alla classe delle ossidoreduttasi, che catalizza la seguente reazione:
(5Z,13E)-(15S)-9α,11α,15-triidrossiprosta-5,13-dienoato + NADP+ ⇄ (5Z,13E)-(15S)-11α,15-diidrossi-9-ossoprosta-5,13-dienoato + NADPH + H+
L'enzima riduce la prostaglandina E2 a prostaglandina F2α. Anche un grande numero di derivati delle 9-osso- e 15-osso- prostaglandine può essere ridotto ai corrispondenti composti idrossilici.